# Milan-San Remo 1989
L'édition 1989 de la course cycliste Milan-San Remo s'est déroulée le samedi 18 mars et a été remportée en solitaire par le Français Laurent Fignon, pour la deuxième année consécutive.
La course disputée sur un parcours de 294 kilomètres est la première manche de la Coupe du monde de cyclisme sur route 1989.

## Classement
| #  | Coureur             | Équipe               |    | Temps           |
| -- | ------------------- | -------------------- | -- | --------------- |
| 1  | Laurent Fignon      | Super U-Raleigh-Fiat | en | 7 h 08 min 19 s |
| 2  | Frans Maassen       | Superconfex-Yoko     | +  | 7 s             |
| 3  | Adriano Baffi       | Ariostea             |    | 30 s            |
| 4  | Ronan Pensec        | Z-Peugeot            |    | 30 s            |
| 5  | Sean Kelly          | PDM-Ultima-Concorde  |    | 30 s            |
| 6  | Danilo Gioia        | Atala                |    | 30 s            |
| 7  | Rudy Dhaenens       | PDM-Ultima-Concorde  |    | 30 s            |
| 8  | Gérard Rué          | Super U-Raleigh-Fiat |    | 30 s            |
| 9  | Giuseppe Calcaterra | Atala                |    | 30 s            |
| 10 | Etienne De Wilde    | Histor-Sigma         |    | 30 s            |